# سینماتک فرانسه
سینماتک فرانسه سازمان خصوصی فرانسوی است که تا حدود زیادی از طرف دولت فرانسه حمایت مالی می‌شود. ماموریت سینماتک، حفظ و آرشیو آثار و ابزار مرتبط با سینما است. این مجموعه با آرشیو بیش از ۴۰هزار فیلم و مستند به یکی از بزرگترین آرشیوهای هنر هفتم در جهان بدل شده است.. در ساختمان مرکزی سینماتک که در پاریس واقع شده است، روزانه، فیلم‌های گوناگون از سرتاسر جهان به نمایش درمی‌آید.

## تاریخچه
آنری لانگلوا در دهه ۱۹۳۰ میلادی و در زمان منع نمایش کلوب‌های فیلم هنگام سلطه نازی‌ها بر فرانسه، سینمای کوچکی با هزینه شخصی تأسیس کرد و به گردآوری و بایگانی نگاتیو فیلم‌ها پرداخت. او توانست یکی از بزرگترین مجموعه‌های فیلم در جهان را ایجاد کند.

پس از جنگ دولت فرانسه، یک محل نمایش فیلم کوچک در اختیار سینماتک گذاشت. آثار سینماگران نامدار فرانسوی همانند روبر برسون، رنه کلمان، آنری-ژرژ کلوزو و ژاک بکر متناوباً در سینماتک به نمایش درمی‌آمد و کارگردانان موج نوی سینمای فرانسه مانند آلن رنه، ژاک ریوت، فرانسوا تروفو، ژان-لوک گدار و کلود شابرول نیز عملاً سینما را با حضور در جلسات نمایش فیلم‌ها در سینماتک آموختند.